# Ясногурски манастир
Ясногурският манастир (на полски: Jasna Góra – „Светла планина“) е полски манастир на паулините в град Ченстохова. Там се намира чудотворната икона „Черната мадона“, която е полски символ. Всяка година няколко милиона поклонници идват да се молят в манастира.
Този паулистки манастир е смятан от векове за духовната столица на полския католицизъм и едновременно с това е паметник на полската история и културно наследство.
Манастирът е основан през 1382 г. от княз Владислав Ополчик. Отначало той е замислен като укрепена цитадела – роля, която изиграва в много случаи. По-точно, важно място в полските учебници по история и литературата на страната заема героичната отбрана на този манастир под обсадата на шведите през 1655 – 1656 г.; описание на това събитие може да се намери в известния исторически роман „Потоп“ на Хенрик Сенкевич. Обсадата започва на 18 ноември.
През 1384 г. княз Владислав Ополчик подарява на манастира чудотворната икона на Дева Мария.
През 1404 г. крал Владислав Ягело отива на поклонение в манастира.
На 14 април 1430 г., Великден, манастирът е ограбен от бохемски разбойници.
През 1770 – 1772 г. манастирът играе ролята на укрепление за антируски въстаници против Барската конфедерация, водени от Кажимеж Пуласки – бъдещ американски герой.
През 1979 г. Папа Йоан Павел II посещава манастира за пръв път в качеството си на папа. През 2006 г. папа Бенедикт XVI също посещава ясногурското светилище на Дева Мария.

## История
Началото на манастира се свързва с датата 22 юни 1382 г., когато паулините от манастира „Св. Вавжинец“, намиращ се край Буда в Унгария са изпратени в Полша от княз Владислав Ополчик. По силата на декрет от 9 август същата година за тяхно седалище е определен хълмът в близост до село Стара Ченстохова и тяхно притежание става дървеният храм „Света Дева Мария“. Според най-новите изследвания, освен дървената църква, на хълма се е издигала и зидана наблюдателница и най-вероятно именно в нея (след като е била приспособена за новите нужди) са живеели първоначално 16-те унгарски монаси. Именно на тях две години по-късно ополският княз Владислав поверява донесената от халицките земи икона на Божията майка с Младенеца, наричана от този момент икона на Божията майка от Ченстохова. Според легендата иконата е била нарисувана от евангелиста Св. Лука върху дъска от масата в Йерусалим. Иконата много бързо се прочува като чудотворна. В действителност картината е нарисувана през XIV век и е дело на неизвестен италиански художник. Подробните изследвания, направени през XX век, доказват, че същият автор е направил и белезите по лицето на Божията майка. Имуществото на паулините увеличава крал Владислав Ягелло. Даровете, предназначени за тях, значително се увеличават, в резултат на което е взето решение да бъде изграден нов готически манастирски комплекс. През 1425 – 1429 г. е издигната еднокорабна зидана катедрала, която заменя дървения храм, а до параклиса на Божията майка е изграден четириъгълен манастир с вътрешен двор. На 14 април 1430 манастирът е нападнат и ограбен от банда рицари разбойници (поляци, силезийци, чехи и моравяни), които оскверняват чудотворната икона. Тя е изтръгната от олтара, стъпкана на земята и нарязана със саби, а скъпоценната ѝ украса е изтръгната. След като е реставрирана в Краков и върху фона и са добавени сребърни ламели, през 1434 г. иконата е тържествено върната в Ясна Гура. Броят на поклонниците непрекъснато се увеличава, което става причина през 1644 г. параклисът да бъде разширен с изграждането на нов трикорабен готически корпус. Строителството ѝ (с кратки прекъсвания) продължава 28 години, чак до 1620 г.
Това място придобива изключително значение за поляците по време на шведското нашествие (шведски потоп) през 1655 – 1656 г.

### Обсада по време на шведския потоп през 1655 г.
В продължение на 200 години след основаването си укрепеният манастирски комплекс често се оказва обсаден от неприятелски войски, но решителните битки обикновено се случват на ключови места далеч от зидовете на манастира.
По време на шведския потоп обаче неприятелските войски (около 4000 войници и 36 артилерийски подразделения), ръководени от ген. Буркхард Мюлер, правят опит да завладеят манастирския комплекс. Защитниците на манастира, ръководени от отец Аугустин Кордецки, наброяват около 160 войници, близо 100 монаси и няколко представители на шляхтата. На 8 ноември 1655 г. шведите нареждат на защитниците на манастира да се предадат, но получават отказ и на следващия ден се оттеглят до Велюн. След втория отказ да бъдат пуснати вътре, те обсаждат манастира. Обсадата продължава от 18 ноември 1655 г. до нощта на 26 срещу 27 декември. На 24 декември отец Кордецки отхвърля поредното искане да се предаде. На 27 шведите вдигат обсадата, но по-късно още четири пъти се опитват да превземат манастира. Още на 17 ноември 1655 г. отец Теофил Броновски откарва чудотворната икона, за да я запази от профанация и грабеж. Иконата е съхранявана в манастира на паулините в Мохув.

Отбраната на Ясна Гура е триумф с религиозно-символични измерения.

### Битката по време на бунта на Любомирски през 1665 г.
През август 1665 г. край стените на Ясна Гура се сблъскват войските на крал Ян Кажимеж и бунтовниците на Йежи Любомирски. Това е победна битка за войските на бунтовниците. По време на битката паулините заключват портите на манастира, за да останат неутрално в конфликта между двама благодеятели на манастира.

### Обсади по време на II шведско нашествие 1702 – 1709 г.
В периода 1702 – 1709 г. шведите още три пъти обсаждат Ясна Гура. По това време комендант на манастира е отец Еузебиуш Найман, който през 1702 г. отблъсква опитите за шантаж от страна на ген. Нилс Карлсон Гулденщай.

С неуспех завършват и опитите за изнудване на други двама шведски генерали: Карол Густав Рейнхолд (Karol Gustaw Rehnsköld) и Нилс Стромберг (Nils Stromberg), който решава да отмъсти на манастира и подпалва намиращото се наблизо село Ченстохувка. Единствено неочакваната промяна на посоката на вятъра успява да спаси манастира от разрасналия се пожар.

През септември 1709 г. шведите обграждат манастира за четвърти път и отново искат да им бъде платен откуп, но на 12 септември се оттеглят от Ченстохова, изплашени от настъплението на руските и саските войски.

### Коронация на иконата
През следващите години – до 1770 г. в Ясна Гура няма никакви въоръжени конфликти, но се случва едно много важно събитие – по решение на папа Климент XI от 1716 г. епископ Кшищоф Шембек извършва на 8 септември 1717 г. коронация на ясногурската икона. В събитието вземат участие около 200 000 вярващи. Това е първата на полските земи коронация на образа на Божията майка, извършена чрез папски указ извън пределите на Рим.

### Обсада по време наБарската конфедерация
Крепостта преживява трудни времена, когато конфедератите на три пъти я превръщат в свое убежище и по този начин провокират руските войски да я атакуват. През 1772 г. Ясна Гура отново става център на отбраната на конфедератите, тъй като в подножието на манастира се събират всички, които не искат да приемат условията на капитулация. В този момент във Варшава се водят преговори между краля и командването на руските войски, обсаждащи Ясна Гура. Последните се стремят да завземат храма чрез оръжие и да изпреварят по този начин края на преговорите. Не успяват да преодолеят отбраната на конфедератите, но (по силата на подписаната от крал Станислав Август Понятовски капитулация) на 18 август 1783 г. влизат в Ясна Гура. Алоис Фридрих фон Брюл събира инженерен корпус, който през 1783 г. частично преизгражда ясногурската крепост.

### Под руска власт
Крепостта е превзета за пореден път на 19 ноември 1806 г. от полски войски под командването на полковник Дехампс и полковник Мясковски, разполагащи единствено с 270 войници и селяните от околността, но въпреки това принуждават батальона пруски войски, наброяващ 800 войници да капитулира.

Периодът под руска власт е време на нарастващи репресии: ограничава се броят на затворниците, отнемат се поземлени имоти, разграбва се имуществото. На 24 октомври 1909 г. иконата отново е осквернена и неизвестни извършители отнемат короната ѝ. На 22 май 1910 г. е извършена повторна коронация (рекоронация) с корони, изпратени от папа Пий X. Първата световна война подминава Ясна Гура, която в този период е анклав на Австро-Унгария.

### II Жечпосполита
Междувоенното двадесетилетие е период на реформи за манастира.

### II световна война
В първите дни на Втората световна война се появяват съобщения, че манастирът е атакуван по въздух, но за щастие те са опровергани бързо, като се смята, че самите немци са създали дезинформиращата новина. По време на войната манастирската крепост е обсадена от немски войски (от 3 септември 1939 г. до 16 януари 1945 г.), като самите монаси са подложени на строг контрол. Ограничени са дори поклонническите процесии, а иконата в главния олтар е заменена с нейно копие, като оригиналът се укрива на територията на самия манастир. През този период Ясна Гура става убежище за партизаните и евреите.Немците се опитват да използват полската светиня за целите на своята пропаганда, а през януари правят опит да изгорят манастира. Опитът за щастие е неуспешен, прекъснат от бързото настъпление на Червената армия.

### Полска народна република
На 26 август 1956 г. около един милион вярващи отправят Ясногурска молитва на полския народ. Текстът на молитвата е редактиран от примас Стефан Вишински, когото режимът държи в затвора. Молещите се отправят към Бога и думи за освобождаването на примаса от затвора. На 3 май 1966 г. тук се провеждат главните тържества по случай хилядолетието от покръстването на Полша.

### IIIЖечпосполита
През 2005 г. се честват 350 години от защитата на Ясна Гура. По този повод са организирани:
3 спектакъл, представящ битките за защита на манастира;

11 септември концерт-представление „Ченстоховска победа“ с учатието на актьори от театър „Адам Мицкевич“ в Ченстохова.

### Посещения на папата
Манастирският комплекс в Ясна Гура е посетен от трима папи: Св. Йоан Павел II (посетил манастира 6 пъти), Бенедикт XVI и Франциск. Папа Йоан Павел II предоставя на манастира различни дарове, между които Златно сърце (22 юни 1982 г.) и Корона за ясногурската икона (осветена на 1 април 2005 г., а дарена на 3 май 2005 г.

### Манастирският комплекс Ясна гура

#### Цитаделата Ясна Гура
Изграждането на защитните валове на Мариината крепост (на латински Fortalitium Marianum) започва около 1620 г. по инициатива на крал Зигмунт III Васа. Кралят е обезпокоен от размириците в Немската империя, опасява се и от евентуална заплаха от страна на протестантите, затова решава манастирският комплекс в Ясна Гура да бъде укрепен. Крепостта е проектирана от кралския архитект Андреа дел Аква. Цялостната фортификация (в края на 1655 г., по време на шведската обсада) представлява правоъгълник с размери 130 ×104 м, обграден с дълбок ров и земни валове. Още по време на войната с Швеция през 1658 г. сеймът на Жечпосполита предназначава значителна сума за разширяване и подсилване на Ясногурската крепост и за поддръжка на нейния гарнизон.

В края на XVII и началото на XVIII век крепостта значително разширена и модернизирана. През 1813 г. цар Александър I издава заповед крепостта да бъде ликвидирана. В рамките на месец и половина горните части на зидовете са съборени, ровът е засипан, а валовете са изравнени. През 1842 г. е издействано позволение от цар Николай I да бъдат съхранени останалите от укреплението руини и крепостните зидове да бъдат издигнати отново според първоначалните планове, като обаче престават да изпълняват отбранителната си функция.

#### Входове
Манастирският комплекс има два входа: главният се намира от южната страна, а страничният от западната. Главният вход представлява система от четири порти, като пред първата, наречена Любомирска, има малък кръгъл площад, построен в началото на XX век, по проект на Стефан Шилер.

#### Любомирска порта
Портата е издигната в периода 1722 – 1723 г. от вроцлавския каменар Ян Лимбергер, като средствата за изграждането ѝ дарява Йежи Доминик Любомирски, откъдето идва и наименованието на портата. Върху овала в горната ѝ част има мозайка, изобразяваща Божията майка, а най-отгоре е увенчана със статуя на Архангел Михаил.

#### Портата на Божията Майка Победителка
Изградена е през 1767 по повод на очаквано посещение на крал Станислав Август Понятовски, който обаче не пристига. През 1955 е наречена Порта на Божията Майка Победителка, заради поставения върху нея барелеф, на който Дева Мария се издига в облаците над отбранителните съоръжения. Барелефът е дело на Зофия Тшчинска-Каминска.

#### Порта на Скърбящата Божия Майка
Третата порта, наречена порта а Скърбящата Божия Майка, е издигната през 1891 г., на мястото на по-стара дървена порта от 1767 г.

#### Валова порта
Тази порта е известна още като порта на Ягелоните и е изградена през първата половина на XVII век и преустроена през XVIII и XIX век. През 1976 г. в горната част на портата е поставен портрет на един от дарителите на манастира – княз Владислав Ополчик.

#### Порта на папа Йоан Павел II
Първоначално портата на папа Йоан Павел II е била наричана входна порта. Тя променя наименованието си през 1987 г., когато е украсена с папския герб и с мотото Totus Tuus.

#### Зала на отец Августин Кордецки
В пространството между входната порта и вътрешния двор се намира залата на отец Августин Кордецки, която е осветена от папа Йоан Павел II на 4 юни 1997 г. Това е обширна зала с размери 13 × 95 м, която може да събере 1300 души. Предназначена е за срещи, конференции и богослужения за поклонниците.

#### Параклис на тайнството на покаянието
Осветен от архиепископ Станислав Новак, параклисът започва да действа в Пепелната сряда на 2007 г. В параклиса има олтар, над който е поставена фигурата на разпънатия на кръста Исус, а до него има копие на чудотворната икона на Божията Майка.

#### Базилика
Базиликата е с ранг на малка базилика, даден ѝ през 1906 г., а преди това е била църква, построена през XV век в готически стил, а по-късно разширена. В настоящия си вид съществува от края на XVII и началото на XVIII век, когато след пожара на 16 юли 1690 г. е възстановена като трикорабна базилика в бароков стил.

#### Параклис на чудотворната икона
Точното наименование на параклиса е Параклис на Божията майка от Ченстохова, но в действителност по-често е наричан Параклис на чудотворната икона или Параклис на Божията Майка от Ясна Гура. Параклисът се намира на север от базиликата. Вярващите го смятат за изключително място, а папа Йоан Павел II по време на шестото си пилигримство до Полша го нарича „Олтар на народа“.

#### Смоленска епитафия
Поставена е на 3 май 2012 г. и представлява паметна плоча с височина 4 метра, поставена срещу изхода на Параклиса на Божията майка и посветена на трагично загиналите на 10 април 2010 г. в катастрофата на самолет Tu-154 край Смоленск. Върху възпоменателната плоча, проектирана от краковския скулптор Лех Джевулски, са изписани имената на всичките жертви на катастрофата и възпоминателен надпис.

#### Рицарска зала
Рицарската зала (наричана преди това Зала на диспутите) е построена през 1647 – 1649 г. в южното крило на манастира и изпълнява функцията на представителна зала.

Намиращият се в залата олтар на Св. Йоан евангелист е от XVIII в. и на него са изобразени видението на Св. Ян и две фигури на светии с алегоричен характер. Над олтара е поставен плихромно, монументално разпятие, а на противоположната стена се намира релеф, представляващ Скърбящата Божия Майка и две венециански огледала от XVII век в стил рококо, окачени там през 1957 г.

#### Кула
Издига се от западната страна на базиликата и е една от най-високите църковни кули в Полша. Изградена е на това място през 1617 – 1625 г. върху основите на средновековен кладенец, който е бил засипан. Многократно е била разрушавана (в това число и от пожари), а след това изграждана отново, преустройвана и реставрирана през годините: 1655, 1703 – 1714, 1799, 1825, 1841, 1850, 1856 i 1895. В настоящия си вид е от 1901 – 1906 г., когато част от нея е изградена на мястото на изгорялата в пожара от 15 август 1900 г. дървена конструкция, а след това е била издигната с още 17 м до височина 106,30 м. Кулата е осветена на празника Успение на Пресвета Богородица, на 15 август 1906 г., като в освещаването участват около 300 000 вярващи.

Кулата е издигната в първоначалната си късноренесансова (галерията с аркада) и барокова форма (горната част на кулата). На височината на върха е добавена неоренесансова галерия с каменна балюстрада, а самият връх е увенчан с кръст, под който се намира паулински гарван с разперени крила (с размер 1,7 м) и самун хляб в клюна, изработен от позлатен бронз.
До върха на кулата се стига по 519 стъпала и 36 нива, на които има балкони с прекрасна гледка, обаче с оглед на безопасността са достъпни само за техническо обслужване на кулата. През нощта кулата е богато осветена.

#### Кралски покои
Това е едноетажна сграда под формата на буквата „L“, разположена между базиликата и стопанската част на манастира. На партера още през първата половина на XVII век е имало аптека, която през 1714 г. е модернизирана, а понастоящем е част от помещенията за обслужване на поклонниците. Сградата е била построена, за да обслужва високопоставени гости (между които и крале, откъдето идва наименованието кралски покои). През август 2000 г. примас кардинал Юзеф Глемп освещава мозайката, заместила унищожените фрески на стените на кралските покои.

#### Дом на музикантите
Едноетажната сграда, наречена Дом на музикантите е разположена в южната част на стопанския двор. Изградена е през XVII век и е била предназначена за хористите, а след като хорът престава да съществува – за членовете на вокално-инструменталната група (откъдето идва наименованието). В партерната част на сградата е разположен информационният пункт.

#### Сионска горница
Разположена е до базиликата. По-рано на това място се е намирало гробище. В края на XIX и началото на XX век е преустроен по проект на Адолф Шишко-Бохуш. До помещението се стига през три врати, а срещу входа му се намира параклиса Свято причастие на Пий X. Някога в синайската горница са се молили поклонниците, очакващи да бъдат изповядани, а днес по време на големи поклоннически процесии тук се извършват камерни литургии. През 2000 г. над входа на сградата е поставена статуя на Христос крал със златна корона.

#### Параклис на народната памет „Отец Августин Кордецки“
Параклисът е осветен на 3 май 1989 г. от примас кардинал Юзеф Глемп, когато е и тържественото му откриване като паметник на жертвите, пролели кръвта си в името на Родината. В параклиса има урни с праха на загиналите герои или с пръст от земите, където са воювали. Намира се в близост до паметника на отец Августин Кордецки и е изграден чрез преустройство на вътрешността на камбанария от XVII век. Стените му украсяват четири витража с образи на Божията майка.

В урните са положени и късчета земя от места, свързани със следвоенната история на Полша и особено важни за националната памет, като: битките на войниците от Армия Крайова, борещите се за правата си работници от профсъюза „Солидарност“, миньори от мините „Вуйек“, както и от места, свързани с мъченичеството на отец Йежи Попелушко.

### Ясногурски манастир

#### Сградата на манастира
Манастирът представлява монументална четирикрилна сграда, разположена от южната страна на Параклиса на Божията Майка. На запад е свързана с малък манастир, наречен „Старият свят“. Манастирът е изграден в стил барок, а по-късно към него са достроени многоъгълни кули. Освен килиите на монасите (в източното и западното крило) тук се помещават и Параклисът на молитвената броеница и две представителни зали: монашеската трапезария и библиотеката.

#### Параклис на молитвената броеница
Издигнат е през 1647 г. на мястото на някогашната монашеска трапезария, която се е намирала в южното крило на манастира. Представлява голяма правоъгълна, украсена с декоративни елементи в четириъгълни и овални форми.

#### Библиотека
Първата документирана информация за библиотеката в Ясна Гура е от 1585 г., когато манастирът е посетен от йезуита Станислав Решка. Предполага се, че първоначално книгите на манастира са били събирани на долните етажи на зиданата кула на катедралата и едва по-късно е взето решение за тази цел да бъде предназначена специална сграда. Представителната библиотека е основана през 1733 – 1739 г. на първия етаж в западното крило на манастира, над трапезарията. От 1730 г. активно работи и печатницата на манастира, която издава много книги, допринесли за обогатяването на библиотеката.

Библиотеката се помещава в правоъгълна барокова зала, богато украсена с произведения на изобразителното изкуство и прекрасно осветена от четири големи прозореца. Артистично изработените библиотечни рафтове, както и прекрасната дървена ламперия са дело на паулинския монах – дърводелеца Гжегож Вожняковиц и са създадени през 1739 г. В библиотеката се намират и две големи маси, върху които се виждат декоративни композиции от фигури, изработени от различни видове дърво (техника, наречена интарсия). Едната композиция представя срещата на първия християнски отшелник Св. Павел Тивейски и абат Св. Антоний, а втората изобразява Св. Тома Аквински.

Богатият библиотечен фонд, съдържащ множество инкунабули и стари печатни издания, наброява около 13 000 книги, от които 2506 имат специални подвързии, свързани с това, че през 1758 г. Матеуш Брилски с цел да съхрани богатата библиотечна колекция, въвежда изискване книгите да бъдат подвързвани със специални подвързии, изработени от чамово дърво. Библиотеката не е достъпна за посетителите и поклонниците, само в специални случаи може да бъде получено разрешение за посещение на библиотеката.

#### Ясногурски архив
Архивът е създаден на 9 август 1382 г. като целта му е да бъдат събирани и съхранявани документите на манастира. Законови наредби на ордена от 1643 г. нареждат в архива да бъдат съхранявани документите на ордена, исканията за посещения, списък на братята монаси, които са професори, както и техни биографии, списък на фондациите и техните задължения, описание на имуществото, границите и инвентара на манастира. Първоначално част от архива вероятно е била съхранявана в библиотеката или в помещение близо до нея. Понастоящем архивът заема пет помещения, а събраните в него материали са картотекирани в пет дяла: дипломи, архивни документи, библиотечни ръкописи, музикални и микрофилми. Архивът е достъпен за посещения, след получаване на специално разрешение.

#### Монашеската трапезария
Построена е през 60-те години на XVII век и завършена на 12 август 1669 г., трапезарията се намира в западното крило на манастира. Изградена е в стил барок и представлява обширна зала за хранене с правоъгълна форма и размери 26,5 × 10 м и височина 5,5 м. Злата има 7 правоъгълни прозореца, разположени в дълбоки ниши. Декорацията е изработена отчасти преди 1670 г., а рисуваните изображения са създадени през 1695 – 1696 г. и включват 17 емблеми и 9 алегории. На южната стена е поставено разпятие, изработено през XVII век, а останалите стени са украсени с фрески. Залата не е достъпна за поклонници и посетители.

### Музеи

#### Съкровищница
Съкровищницата е построена в периода 1649 – 1651 г., като през 1921 г. първоначалното обзавеждане със скринове и шкафове е заменено с остъклени витрини, поставени покрай стените и изработени по проект на Адолф Шишко-Бохуш. Експозицията съдържа многообразни експонати, между които произведения на златарското изкуство, огромна колекция от молитвени броеници (между тях броениците на кралица Бона и Ян III Собиески), представителна колекция от часовници от различни епохи.

#### Музей на 600-тната годишнина
Музеят е открит през 1982 г. в залата в сградата на някогашната манастирска печатница, съществувала до 1864 г., с цел да бъде създадена постоянна експозиция, показваща историята на шестстотингодишното присъствие на иконата на Божията Майка в Ясна Гура и идването от Унгария на нейните пазители – монасите паулини. В музея се намират много картини и други експонати, между които изображения на светци паулини.

На таблото в средата на залата са изложени документи, между които документът за основаване на манастира, издаден от княз Владислав Ополчик през 1383 г. Експозицията съдържа и колекция от книги от XVIII-XIX век, отпечатани в манастирската печатница, сребърни вотиви, чаши, медали, вотиви на затворниците в концентрационните лагери. Често се добавят нови експонати, между които комплект вотиви на трагично загиналия президент на Република Полша Лех Качински.

В залата се намира и колекция музикални инструменти от XVII-XVIII век.

#### Съкровищница на народната памет
Създадена е на 3 май 2006 г. като постоянна експозиция, в която има близо 500 експоната на вотивното изкуство, между които такива с историческа стойност и ценни произведения на художествените занаяти. Изложбата на експонатите е организирана по новаторски начин, чрез използване на шкафове от стъкло и специално осветление, заслуга за което има главният спонсор на експозицията – Ян Кулчик.

Изложбата включва предимно забележителности от XVIII век, между които и оръжия, свързани с функционирането на военен гарнизон в Ясна Гура; произведения на ориенталското изкуство, между които трофеи на крал Ян III Собиески от битката край Виена през 1683 г. Целостта на експозицията се допълва от произведения на художествените занаяти, литургични съдове, плакети, ценни тъкани и гоблени. Специален елемент в експозицията са експонатите, свързани с Лех Валенса (историческата писалка, медал и диплома за Нобеловата награда за мир).

Сред експонатите присъстват също униформи, ордени и отличия на войниците, воювали по всички фронтове на Втората световна война.
Експозицията е изложена в няколко тематични зали.

#### Арсенал
Сградата на арсенала е издигната през 1660 – 1680 г., като предназначението ѝ е да съхранява военните съоръжения, служещи за отбрана на Ясногурската крепост. Над входа ѝ е поставен барелеф, изобразяващ орел с разперени криле.

Първоначално в Арсенал се намира експозиция на старо оръжие, свързано с военни събития в Ясна Гура, но когато през 2006 г. е открита постоянната експозиция Съкровищница на народната памет и колекциите от оръжие са пренесени, на 14 септември 2010 г. приема нова експозиция, наречена „Арсенал на европейското изкуство. Живопис – скулптура – вотиви. Известни и неизвестни произведения на изкуството от Ясногурския манастир от XV – XX век.“.

## Иконата на Божията Майка от Ченстохова
Отделна статия: Черна Мадона.

### История на иконата
През 1382 г. княз Владислав пренася образа на Божията Майка с Младенеца от Белз в Ополе, но по пътя се налага да спрат в Ченстохова и се оказва, че конете не искат да помръднат от мястото си. Приемайки това за знак от Бога, князът оставя иконата в местния манастир. Според традициите на ордена обаче, описани през втората половина на XVI век от паулинския писател отец Миколай от Вилковецк, иконата на Божията Майка е пренесена в Ясна Гура две години след основаването на манастира, т.е. 1384 г. Владислав Ополчик предоставя картината на манастира на 31 август 1384 година.

В средата на XVII век шведския крал Карл X Густав, след като превзема Варшава и Краков, претърпява поражение край ченстоховския манастир Ясна Гура. Това събитие дава надежда на поляците, а крал Ян Кажимеж, завръщайки се от Лвов, обявява манифест, според който предава своята държава под закрилата на Божията Майка, наричайки я кралица на Полша.

### Култът към иконата
Ясногурският апел е вечерна молитва отправена към Божията Майка. Традицията за тази молива е въведена когато по време на тоталитарния режим през 50-те години на XX век примас кардинал Стефан Вишински е хвърлен от властите в затвора. Тогава започват молитви за неговото освобождаване. Днес вечерната молитва се отправя всеки ден в 21:00 ч. в Параклиса на Божията Майка от Ченстохова.

## Живопис

### Ясногурска Голгота
Една от интересните серии картини, намиращи се в Параклиса на Божията майка, е т. нар. „Ясногурска Голгота“ чийто автор е Йежи Дуда-Грач. Серията е създадена през 2000 – 2001 г. и представляват цикъл от 18 картини с размери 185 × 117 см., представящи 14-те спирки на Кръстния път и някои библейски сцени.

## Паметници и скулптури
Освен скулптурите, намиращи се в сградите на манастирския комплекс, на Ясна Гура и в близост до нея се намират множество скулптури и паметници с религиозен характер.

### Кръстен път
Четиринайсетте спирки на Кръстния път са изградени през 1900 – 1913 г. със старанията на отец Еузебиуш Рейман. Те се намират в градината на манастира, създадена в началото на XX век от инженера градинар Стефан Шчечински. Отлетите от бронз скулптурни композиции са дело на Пий Велонски в сътрудничество с Константи Лашчак, Хиполит Марчески и Леонард Вашилковски. Гранитните постаменти са проектирани от архитект Стефан Шилер.

### Пътят на моливата
На площада около манастира през 1989 – 2005 г. по инициатива на отец Руфин Абрамек са създадени 20 спирки на т. нар. Молитвен път, изградени по проект на Виктор Жин и Томаш Росса.

### Паметник на непорочната Божия Майка
На площада пред манастира на 8 декември 2009 г. е открит паметник на непорочната Божия майка. Паметникът е с височина 185 см и тежи 450 кг, изработен е от карарски мрамор и е дело на скулптура Камил Драпиковски. Първоначално (до края на руската власт) върху колоната се е намирала статуя на цар Александър II, която през 1917 г. е била заменена с фигура на Божията Майка (отначало дървена, а след това варовикова), пренесена през 2009 г. в ясногурския музей.

### Паметник на кардинал Стефан Вишински
На площада пред главния вход до Любомирската порта на 26 август 1997 г. е открит паметник на кардинал Стефан Вишински. Той е с височина 3,5 м и тежи 6 тона. Представя фигурата на кардинала, приклекнал и обърнал поглед към Параклиса на Божията Майка. Паметникът е изработен от бронз по проект на Ян Куч, а изработката му е финансирана от сем. Савко от САЩ.

### Паметник на отец Августин Кордецки
Паметникът е изработен от бронз през 1859 г. по проект на Хенрик Статлер. Върху четирите страни на цокъла са изобразени гербовете на родовете, отличили се при отбраната на Ясна Гура: Чарнецки, Кшижтопорски, Скужевски и Замойски.

### Паметник на Йоан Павел II
Паметникът на Йоан Павел II се намира на бастиона Света Троица. Висок е 4,3 м (без цокъла) и е излят от бронз. Негов автор е Владислав Дуда, а финансирането му е от сем. Голомб от САЩ. Открит е и е осветен на 26 август 1999 г.

Монументът представя папата изправен, протегнал дясната си ръка напред в жест на поздрав. Цокълът на паметника е покрит с плочи от червен мрамор, а върху всяка от тях – освен централната с папския герб, са монтирани допълнителни плочи от бронз, върху които са гравирани надписи.

### Паметник на родителите на Йоан Павел II
Недалеч от Дома на пилигримите „Йоан Павел II“, до сградата на рецепцията, се издига паметник на родителите на папа Йоан Павел II – Емилия и Карол Войтила, открит през август 1991 г. Двете фигури в естествени размери са проектирани и изработени през 1987 г. от скулптура Юзеф Марек, професор в Академията по изящни изкуства в Краков, а отливката е направена през 1991 г. в ателието за цветни метали на Мариан Борута от Краков.

## Поклонничество (пилигримство)
Ясна Гура е най-посещаваното място за поклонничество от пилигримите в Полша. През 2019 г. Ясна Гура е посетена от 4,4 милиона поклонници и туристи от много страни по света (след поляците най-многобройни са поклонниците от Германия, Съединените щати, Италия и Испания). В рамките на 190 общополски пилигримства до Ясна Гура са взели участие около 752 000 души. Пеша до манастира са дошли над 133 000 души в 300 поклоннически групи. Поклонничествата до Ясна Гура се извършват и с: велосипеди, на кон, с ролери или чрез тичане.

В Полша най-продължителното пилигримство, извършвано пеша, е организираното всяка година – от 1982 г. насам, кашубско поклонничество до Ясна Гура, при което изминатият път е с дължина 638 км, продължителността му е 19 дни (от 25 юли – 12 август).

В Ясна Гура работи хотел Дом на пилигрима „Йоан Павел II, който разполага с 660 места и приема гости през цялата година, a също и Зала за нощувки (на ул. „Клашторна“ 1), разполагаща с 485 места, която работи от май до октомври. Мястото разполага с магазини за хранителни стоки и за сувенири, фотографски пункт и книжарница.

По решение на папа Франциск от 26 февруари 2020 г. поклонниците на Ясна Гура могат да получат дара на пълното опрощение при обикновени условия.

## Медии
За целите на медийното обслужване през 1978 г. е създадено Пресбюро, чиято цел е да информира всестранно по всички въпроси, свързани с Ясна Гура. Функционира и Радио Ясна Гура, списание (двумесечник) „Ясна Гура“ и издателство „Paulinianum“. Радиото е основано на 25 март 1995 г. от отците паулини. Изпълнява евангелизационна и патриотична функция, излъчва на честота 100,6 MHz, а сигналът му има обхват 100 км, може да бъде слушано и през сателит Hot Bird в цифрова платформа nc+[108].

Периодично издание „Ясна Гура“, което започва да излиза през 1983 г. е с тираж 10 000 екземпляра, като издател е Главната курия на ордена на паулините, а се отпечатва в Краков. През 2018 г. е отличено с награда „Малък Феникс 2018“ (на полски „Mały Feniks 2018“).

Благодарение на издателство „Paulinianum“ се публикуват книги с теологична тематика, но също и такива от областта на историята и обществените науки.